# Ivan Barbachiov
Pour les articles homonymes, voir Barbachiov.
Ivan Dmitrievitch Barbachiov - en russe : Иван Дмитриевич Барбашёв et en anglais : Ivan Barbashyov - (né le 14 décembre 1995 à Moscou en Russie) est un joueur professionnel russe de hockey sur glace. Il évolue au poste de centre.
Son frère, Sergueï, est également joueur de hockey professionnel.

## Biographie
En 2012, il quitte sa Russie natale pour l'Amérique du Nord et rejoint les rangs des Wildcats de Moncton, équipe de la LHJMQ l'ayant sélectionné au repêchage européen de la Ligue canadienne de hockey. Après deux saisons passées avec Moncton, il est choisi par les Blues de Saint-Louis au 33e rang, deuxième tour du repêchage d'entrée dans la LNH 2014.
Il devient professionnel en 2015-2016 et passe toute la saison dans la LAH avec le club-école des Blues, les Wolves de Chicago. La saison suivante, il débute dans la LNH avec les Blues et parvient à jouer 30 parties avec le grand club durant la saison, amassant 5 buts et 12 points. Il remporte la Coupe Stanley 2019 avec les Blues.
Le 27 février 2023, il est échangé aux Golden Knights de Vegas en retour de l'espoir Zach Dean. Il décroche sa deuxième Coupe Stanley en 2023 avec les Golden Knights. Le 28 juin 2023, ces derniers lui offrent une prolongation de contrat de 25 millions de $ pour 5 ans.

## Statistiques

### En club
| Saison     | Équipe                  | Ligue      |     | Saison régulière | Saison régulière | Saison régulière | Saison régulière | Saison régulière |    | Séries éliminatoires | Séries éliminatoires | Séries éliminatoires | Séries éliminatoires | Séries éliminatoires |
| Saison     | Équipe                  | Ligue      | PJ  | B                | A                | Pts              | Pun              | PJ               | B  | A                    | Pts                  | Pun                  |                      |                      |
| 2011-2012  | HK MVD Balachikha       | MHL        | 38  | 8                | 2                | 10               | 18               | -                | -  | -                    | -                    | -                    |                      |                      |
| 2012-2013  | Wildcats de Moncton     | LHJMQ      | 68  | 18               | 44               | 62               | 36               | 5                | 1  | 2                    | 3                    | 0                    |                      |                      |
| 2013-2014  | Wildcats de Moncton     | LHJMQ      | 48  | 25               | 43               | 68               | 27               | 6                | 4  | 6                    | 10                   | 8                    |                      |                      |
| 2014-2015  | Wildcats de Moncton     | LHJMQ      | 57  | 45               | 50               | 95               | 59               | 16               | 13 | 11                   | 24                   | 14                   |                      |                      |
| 2015-2016  | Wolves de Chicago       | LAH        | 65  | 10               | 18               | 28               | 15               | -                | -  | -                    | -                    | -                    |                      |                      |
| 2016-2017  | Wolves de Chicago       | LAH        | 46  | 19               | 18               | 37               | 14               | 2                | 0  | 0                    | 0                    | 0                    |                      |                      |
| 2016-2017  | Blues de Saint-Louis    | LNH        | 30  | 5                | 7                | 12               | 2                | 6                | 0  | 0                    | 0                    | 2                    |                      |                      |
| 2017-2018  | Wolves de Chicago       | LAH        | 20  | 5                | 5                | 10               | 6                |                  |    |                      |                      |                      |                      |                      |
| 2017-2018  | Blues de Saint-Louis    | LNH        | 53  | 7                | 6                | 13               | 4                | -                | -  | -                    | -                    | -                    |                      |                      |
| 2018-2019  | Blues de Saint-Louis    | LNH        | 80  | 14               | 12               | 26               | 17               | 25               | 3  | 3                    | 6                    | 4                    |                      |                      |
| 2019-2020  | Blues de Saint-Louis    | LNH        | 69  | 11               | 15               | 26               | 23               | 3                | 0  | 0                    | 0                    | 2                    |                      |                      |
| 2020-2021  | Blues de Saint-Louis    | LNH        | 38  | 5                | 7                | 12               | 6                | 4                | 0  | 1                    | 1                    | 4                    |                      |                      |
| 2021-2022  | Blues de Saint-Louis    | LNH        | 81  | 26               | 34               | 60               | 40               | 12               | 0  | 2                    | 2                    | 4                    |                      |                      |
| 2022-2023  | Blues de Saint-Louis    | LNH        | 59  | 10               | 19               | 29               | 36               | -                | -  | -                    | -                    | -                    |                      |                      |
| 2022-2023  | Golden Knights de Vegas | LNH        | 23  | 6                | 10               | 16               | 6                | 22               | 7  | 11                   | 18                   | 18                   |                      |                      |
| 2023-2024  | Golden Knights de Vegas | LNH        | 82  | 19               | 26               | 45               | 42               | 7                | 0  | 4                    | 4                    | 0                    |                      |                      |
| Totaux LNH | Totaux LNH              | Totaux LNH | 515 | 103              | 136              | 239              | 176              | 79               | 10 | 21                   | 31                   | 34                   |                      |                      |

### En équipe nationale
| Année | Compétition                  |   | PJ | B | A | Pts | Pun                |  | Résultat |
| 2013  | Championnat du monde -18 ans | 7 | 3  | 6 | 9 | 4   | 4e place           |  |          |
| 2014  | Championnat du monde junior  | 7 | 1  | 1 | 2 | 0   | Médaille de bronze |  |          |
| 2015  | Championnat du monde junior  | 7 | 3  | 3 | 6 | 2   | Médaille d'argent  |  |          |

## Trophées et honneurs personnels

### LHJMQ
- 2012-2013 : nommé dans l'équipe des recrues de la LHJMQ

### LNH
- 2018-2019 : champion de la Coupe Stanley avec les Blues de Saint-Louis
- 2022-2023 : champion de la Coupe Stanley avec les Golden Knights de Vegas